# Bromur d'argent
El bromur d'argent és un compost químic, de fórmula AgBr, àmpliament utilitzat en el camp de la fotografia per la seva sensibilitat a la llum.

## Ús
El bromur d'argent s'empra en l'emulsió de paper fotogràfic. Les sals es dipositen en suspensió en una capa de gelatina. Quan la llum incideix sobre el compost, l'argent i el bromur es dissocien (la molècula de bromur d'argent es trenca i se separen els elements). D'aquesta manera les zones il·luminades (per la projecció del negatiu) del paper fotogràfic després d'un procés químic de revelat es contrasten del fons tornant-se fosques o negres.

## Obtenció
Encara que també pot trobar-se en forma mineral, el bromur d'argent sol preparar-se amb la reacció de nitrat d'argent i bromur de potassi (KBr).

## Propietats
El bromur d'argent és molt pesat en aigua, però fàcilment soluble en solucions d'amoníac, tiosulfat i cianur.